# Mark Jackson
Mark Jackson, född 15 maj 1969, är en friidrottare från Kanada. Han deltog vid olympiska sommarspelen 1992.